# Jacqueline Rousseaux
Jacqueline Rousseaux (Brussel, 21 mei 1950) werd een Belgische politica van de MR.

## Levensloop
Na studies rechten aan de ULB schreef Jacqueline Rousseaux zich in 1974 als advocate in aan het Bureau van Brussel. Daarnaast onderwees ze 13 jaar rechten aan het Instituut Lucien Cooremans. Ze was gehuwd met de in 2019 overleden Armand De Decker, eveneens politicus voor de MR.
Ze werd politiek actief voor de PRL en werd in 2000 verkozen tot gemeenteraadslid van Ukkel, wat ze bleef tot in 2006. In 2001 werd ze voorzitster van het Cultureel Centrum van de gemeente. In 2004 werd dit mandaat enkele maanden onderbroken toen ze Europarlementariër was ter vervanging van Frédérique Ries.
Na haar mandaat van Europarlementariër werd ze in 2004 verkozen tot lid van het Brussels Hoofdstedelijk Parlement. Ze bleef dit tot in 2019 en was toen geen kandidaat meer.